# Kenshi Yonezu
Kenshi Yonezu (米津 玄師, Yonezu Kenshi), né le 10 mars 1991 à Tokushima au Japon, est un musicien, auteur-compositeur-interprète, réalisateur artistique et un illustrateur japonais qui a commencé à diffuser la musique de Vocaloid sous le nom de scène Hachi (ハチ) en 2009. En 2012, il a fait ses débuts sous son vrai nom, sortant des chansons avec sa propre voix. Son titre Peace Sign (ピースサイン) est également l'opening de la saison 2 de My Hero Academia. En 2018, il compose et chante la chanson thème du film Les Enfants de la Mer (海獣の子供) intitulée Umi no yūrei (海の幽霊, litt. « Le Fantôme de la mer »).

## Biographie

### Début de carrière musicale
La première tentative de Yonezu dans la musique eut lieu en 2006, au cours de sa deuxième année de collège, où il forma un groupe avec son ami Hiroshi Nakajima, appelé Late Rabbit Edda, dans le but de jouer pour le festival culturel de l'école,,,. Il en était le chanteur, le compositeur et le guitariste occasionnel, tandis que Nakajima était le guitariste. À la fin de 2007, il a créé un site web pour le groupe, affichant des paroles de chansons et de nouvelles. Yonezu a écrit des chansons pour le groupe et a mis en ligne 24 chansons originales entre avril 2008 et mars 2009 sur le site web de partage de vidéos Nico Nico Douga, sous le nom de Hachi. Aucune des chansons n'a été largement écoutée, le plus écouté « Beelzebub » n'ayant reçu que 23 000 vues. Yonezu a créé son blog à cette époque et l'a appelé Tekitō Edda (適当EDDA),.
Yonezu a déménagé à Osaka après le lycée et a commencé à fréquenter une école des beaux-arts. Alors qu'il était étudiant, il a commencé à mettre en ligne des chansons à l'aide du logiciel Vocaloid, Hatsune Miku, de plus en plus populaires. Sa chanson de 2009, Musunde hiraite rasetsu to mukuro, fut sa première chanson à avoir été vue plus d'un million de fois sur le site. Bien qu'il ait publié plus de 30 chansons qu'il a chanté, il les a supprimées lorsque ses chansons de Vocaloid sont devenues plus populaires. Yonezu a renommé son blog en Denshi-chō hachibangai (電子帖八番街, litt. « Carnet électronique de la 8e avenue »), et c'était l'un des cinq blogs récompensés par le Diamond Award aux WebMoney Awards de 2009.
En décembre 2009, sa chanson « Clock Lock Works » figurait sur l'album de compilation d'Exit Tunes, Supernova, la première fois qu'une chanson du compositeur apparaissait sur un album. En janvier 2010, « Musunde hiraite rasetsu to mukuro » apparaît dans Vocalolegend feat. Hatsune Miku (ja), le deuxième album de compilation de Exit Tunes finissant 8e sur le classement de l'Oricon. Yonezu a sorti deux albums autoproduits en 2010 : Hanataba to suisō en février et Official Orange en novembre. En 2010 et 2011, les chansons de Yonezu ont figuré sur de nombreux albums d'Exit Tunes, notamment Vocalonexus feat. Hatsune Miku (ja), qui est le deuxième album de Vocaloid à atteindre le numéro un du palmarès des albums de l'Oricon. Ses chansons ont également figuré dans les jeux Hatsune Miku: Projet DIVA Extend (en) et Hatsune Miku: Projet DIVA F (en), respectivement sorti en 2011 et 2012, ainsi que dans le concert de Hatsune Miku Miku no Hi Dankanshasai (ja) (en 2012), dont les DVD/Blu-ray sont devenus numéro un pour la première fois pour un chanteur virtuel. Sur le compte Niconico de Hachi, sept de ses chansons ont été visionnées plus d'un million de fois, y compris la chanson « Matryoshka », qui avait déjà été les 5 millions de vues en 2012.
En avril 2010, Yonezu a rejoint le collectif d'animation Minakata Kenkyūjo (南方研究所, litt. « Laboratoire Minakata »), un groupe avec lequel il travaillait depuis sa vidéo « Clock Lock Works » en novembre 2009. Le 23 janvier 2011, Yonezu a mis en ligne sa dernière vidéo de Vocaloid en tant que Hachi après environ trois années d'activités.
Late Rabbit Edda est resté actif jusqu'en 2010. Ils ont été renommés Ernst Eckman et ont ajouté un batteur appelé Sumimoto dans leur rang. En tant que Ernst Eckman, ils ont publié une seule chanson sur Myspace, Oborozuki to sono kōan (オボロヅキとその考案, litt. « Croissant de lune et ce plan »). Yonezu a commencé à penser qu'il ne travaillait pas bien avec d'autres personnes et a décidé de se lancer seul sur des chansons de Vocaloid exclusivement, renonçant à faire partie d'un groupe.

### Balloon, premier label majeur
En mars 2011, Yonezu et sept autres musiciens ont fondé Balloom (en), un label de musique indépendant destiné aux musiciens sur Internet, afin d'élargir leurs opportunités musicales. Son premier album sorti en 2012, diorama (en), a débuté à la 6e place sur l'Oricon et s'est vendu à plus de 45 000 exemplaires, devenant ainsi le plus gros album du label à ce jour. L'album a été l'un des lauréats du 5e CD Shop Awards (ja), une récompense décernée par le personnel des magasins de musique. Yonezu a été choisi comme artiste de label majeur sous Universal Sigma et a fait ses débuts en mai 2013 avec le single « Santa Maria (en) ». Il a fait le changement afin de travailler avec des musiciens faisant la même chose que lui.
Le 28 octobre 2013, Yonezu a publié sa première chanson de Vocaloid en deux ans et demi, Donut Hole (ドーナツホール, Dōnatsu Hōru), utilisant un ensemble musical et la chanteuse virtuelle Gumi. Kenshi Yonezu a sorti son deuxième album, YANKEE (en), le 23 avril 2014, suivi du premier concert de sa carrière le 27 juin. La chanson « Eine Kleine » de Yonezu a été écrite pour Tokyo Metro pour être utilisée dans sa campagne commerciale de 2014.
Le 31 décembre 2018, Yonezu participe pour la première fois à un programme télévisée en direct avec la 69e édition du NHK Kōhaku Uta Gassen, le fabuleux spectacle annuel de fin d'année et l'un des programmes musicaux les plus prestigieux du Japon. Il a interprété sa chanson phare de 2018 Lemon en direct de sa ville natale, Tokushima, marquant également la première fois qu'un segment du Kōhaku Uta Gassen était diffusé depuis la préfecture de Tokushima.

## Talent artistique
Yonezu écrit et compose toute sa musique. Dans ses chansons de Vocaloid et son album indépendant diorama, il a également arrangé, programmé, mixé et joué tous les instruments par lui-même,. Quand il est passé chez Universal, Yonezu a commencé à travailler avec un groupe pour jouer sa musique. Yonezu considère que les groupes japonais Bump of Chicken, Asian Kung-Fu Generation et Radwimps sont des influences importantes sur son travail, et que les auteurs japonais Kenji Miyazawa et Yukio Mishima le sont sur ses paroles,. En tant qu'illustrateur, il se sent inspiré par les illustrations d'Edward Gorey. Yonezu compose généralement des chansons à la guitare, mais utilise aussi occasionnellement la batterie pour élaborer une mélodie.
Yonezu sépare sa carrière musicale en deux, publiant des chansons en utilisant d'un côté des Vocaloid en tant que Hachi et de l'autre côté sa propre voix en tant que Kenshi Yonezu. Il a le sentiment que la musique créée en tant que Hachi a été créée pour la communauté de Nico Nico Douga, tandis que les chansons sous son vrai nom n'ont pas un lien aussi fort. Bien qu'il n'a pas voulu enregistrer des reprises de ses chansons de Vocaloid lors de sessions pour diorama, il a senti la différence entre les chansons de Kenshi Yonezu et les chansons de Hachi se troubler lors des sessions de YANKEE en 2014, et a enregistré l'auto-reprise de Donut Hole,.
Suna no wakusei (砂の惑星, litt. « Planète de sable », officiellement « DUNE » en anglais) est une chanson composée et arrangée par Hachi après sa longue absence dans la scène musicale Vocaloid depuis son précédent travail Donut Hole. Elle a été produite pour servir de chanson thème pour l'événement Hatsune Miku Magical Mirai 2017 et est présentée dans Magical Mirai 2017 Official Album. Il est entré dans le Hall des légendes (VOCALOID伝説, VOCALOID Densetsu, en anglais : Hall of Legend) sur Niconico et a rapidement dépassé le million de vues sur YouTube peu après sa mise en ligne.
Il a travaillé à plusieurs reprises comme producteur pour d'autres musiciens. La première chanson qu'il a composée et arrangée est Nilgiri (ニルギリ) de la chanteuse web Lasah en 2010. Il a composé et produit la chanson Escape Game (エスケープゲーム) pour la chanteuse d'anison LiSA présent sur son mini-album Letters to U en 2011. Il a également travaillé sur un remix pour la chanson d'ending de l'anime AnoHana, secret base: Kimi ga kureta mono (secret base 〜君がくれたもの〜) (those dizzy days Ver.), sorti en 2013.
Bien qu'il organise régulièrement des représentations en direct tous les mois sur Ustream, Yonezu ne se produit pas souvent en direct. Late Rabbit Edda, son groupe au lycée, a joué une fois en concert le 26 août 2008, et a postulé pour participer au concours de musique pour adolescent Senkō Riot. Le groupe a passé le tour d'enregistrement démo, mais n'a pas réussi à se faire juger en studio et à participer au concours final. Yonezu, sous son nom de scène Hachi, a également participé à plusieurs événements Vocaloid. Malgré ses débuts en solo en 2012, il n'a pas joué de concert en deux ans ; son premier se déroulant le 27 juin 2014, deux mois après la sortie de YANKEE.
Yonezu a illustré toutes ses premières vidéos de Nico Nico Douga, en utilisant un scanner ou une tablette graphique pour dessiner des images. Quand ses parents ont acheté un ordinateur à l'âge de 10 ans, Yonezu a créé et publié des vidéos d'animation flash pour les chansons de Bump of Chicken sur Internet. Il a continué à illustrer pour son album diorama, en créant lui-même les clips et la pochette, avec l'aide d'autres membres du Minakata Kenkyūjo. Ses publications chez Universal ont également présenté ses propres artwork. Yonezu utilise principalement Adobe Photoshop Elements, Adobe After Effects et Corel Painter Essentials (ja) pour l'animation. Les illustrations de Yonezu sont devenues une caractéristique du magazine de musique Rockin'On Japan (en) à partir du numéro d'août 2013. Sa pièce, intitulée Kaijū zukan (かいじゅうずかん, litt. « Livre d'images de monstres »), présente des créatures de fiction dessinées par Yonezu.
Yonezu utilise le logiciel de musique Cakewalk Sonar pour créer des chansons. Lorsqu'il a commencé à créer de la musique de Vocaloid, il utilisait exclusivement le logiciel Vocaloid 2 et la voix de Hatsune Miku,,. Cependant, en 2010, Yonezu a également commencé à utiliser Megurine Luka et Gumi dans ses chansons. Son album Hanataba to suisō (ja) présente uniquement Hatsune Miku, alors que Official Orange (ja) met en avant Hatsune Miku, Megurine Luka, Gumi, ainsi que sa propre voix sur la chanson Yūen shigai (遊園市街, litt. « Rues de la ville d'attractions »).

## Discographie

### Singles
| no                                                      | Titre                                                              | Date de sortie    | Meilleure position de l'Oricon | Certifications                                                    | Album           |
| Universal Sigma                                         | Universal Sigma                                                    | Universal Sigma   | Universal Sigma                | Universal Sigma                                                   | Universal Sigma |
| ------------------------------------------------------- | ------------------------------------------------------------------ | ----------------- | ------------------------------ | ----------------------------------------------------------------- | --------------- |
| 1er                                                     | Santa Maria (en) (サンタマリア)                                    | 29 mai 2013       | 12                             |                                                                   | YANKEE (en)     |
| 2e                                                      | Mad Head Love/Poppin' Apathy (ja) (MAD HEAD LOVE/ポッピンアパシー) | 23 octobre 2013   | 11                             |                                                                   | YANKEE (en)     |
| 3e                                                      | Flowerwall (ja)                                                    | 14 janvier 2015   | 3                              | - RIAJ (Numérique) : Or                                           | Bremen (ja)     |
| 4e                                                      | Unbelievers (ja) (アンビリーバーズ)                                | 2 septembre 2015  | 4                              |                                                                   | Bremen (ja)     |
| Sony Music Records                                      |                                                                    |                   |                                |                                                                   |                 |
| 5e                                                      | Loser/Number Nine (ja) (LOSER/ナンバーナイン)                      | 28 septembre 2016 | 2                              | - RIAJ : 2 × Platine                                              | BOOTLEG (ja)    |
| 6e                                                      | orion (ja)                                                         | 15 février 2017   | 3                              | - RIAJ (Numérique) : Platine                                      | BOOTLEG (ja)    |
| 7e                                                      | Peace Sign (ja) (ピースサイン)                                     | 21 juin 2017      | 2                              | - RIAJ (Numérique) : Platine                                      | BOOTLEG (ja)    |
| 8e                                                      | Lemon (ja)                                                         | 14 mars 2018      | 2                              | - RIAJ (Physique) : 2 × Platine - RIAJ (Numérique) : 2 × Diamant, | STRAY SHEEP     |
| 9e                                                      | Flamingo/Teenage Riot (ja)                                         | 31 octobre 2018   | 1                              | - RIAJ : Platine                                                  | STRAY SHEEP     |
| Sony Music Labels                                       |                                                                    |                   |                                |                                                                   |                 |
| 10e                                                     | Uma to Shika                                                       | 11 septembre 2019 | 2                              | - RIAJ : Platine                                                  | STRAY SHEEP     |
| 11e                                                     | Pale Blue                                                          | 16 juin 2021      | 1                              | - RIAJ : Platine                                                  | LOST CORNER     |
| 12e                                                     | M87                                                                | 18 mai 2022       | 2                              | - RIAJ : Platine                                                  | LOST CORNER     |
| 13e                                                     | KICK BACK                                                          | 23 novembre 2022  | 1                              | - RIAJ : Platine                                                  | LOST CORNER     |
| 14e                                                     | Spinning Globe                                                     | 26 juillet 2023   | 3                              | - RIAJ : Or                                                       | LOST CORNER     |
| "—" désigne les morceaux qui ne pouvaient être classés. |                                                                    |                   |                                |                                                                   |                 |

### Albums

#### Albums studio
| Titre        | Détails de l'album | Meilleure position de l'Oricon | Certifications                                          |
| ------------ | --- | ------------------------------ | ------------------------------------------------------- |
| diorama (en) | - Date de sortie : 16 mai 2012 - Label : Balloom (en) (EQHR-0001) - Formats : CD, téléchargement numérique                                                                   | 6                              |                                                         |
| YANKEE (en)  | - Date de sortie : 23 avril 2014 - Label : Universal Sigma (UMCK-1478, UMCK-9667, UMCK-9668) - Formats : CD, CD/artbook, CD/DVD, téléchargement numérique                    | 2                              | - RIAJ (Physique) : Or                                  |
| Bremen (ja)  | - Date de sortie : 7 octobre 2015 - Label : Universal Sigma (UMCK-1522, UMCK-9772, UMCK-9773) - Formats : CD, CD/artbook, CD/DVD, téléchargement numérique                   | 1                              | - RIAJ (Physique) : Or                                  |
| BOOTLEG (ja) | - Date de sortie : 1er novembre 2017 - Label : Sony Music Records (SRCL-9571, SRCL-9567/8, SRCL-9569/70) - Formats : CD, CD/vinyle/artbook, CD/DVD, téléchargement numérique | 1                              | - RIAJ (Physique) : 2 × Platine - RIAJ (Numérique) : Or |
| Stray Sheep  | - Date de sortie : 5 août 2020 - Label : Sony Music Records - Formats : CD, CD/vinyle/artbook, CD/DVD, téléchargement numérique                                              | 1                              |                                                         |
| Lost Corner  | - Date de sortie : 21 août 2024 - Label : Sony Music Records - Formats : CD, CD/vinyle/artbook, CD/DVD, téléchargement numérique                                             | 1                              |                                                         |

#### Rééditions
| Titre                  | Détails de l'album                                                       | Meilleure position de l'Oricon |
| ---------------------- | ------------------------------------------------------------------------ | ------------------------------ |
| Hanataba to suisō (ja) | - Date de sortie : 23 octobre 2013 - Label : Reissue Records (DDCZ-1915) | 70                             |
| Official Orange (ja)   | - Date de sortie : 23 octobre 2013 - Label : Reissue Records (DDCZ-1916) | 72                             |
| diorama (en)           | - Date de sortie : 5 juillet 2017 - Label : Reissue Records (DDCZ-2163)  | 61                             |

### Production indépendante
Sous le nom de scène Hachi. Les voix des chansons sont chantés à la base avec Vocaloid.

### Collaborations
| Titre                                                                                     | Date de sortie    | Meilleure position de l'Oricon | Certifications                   | Notes |
| ----------------------------------------------------------------------------------------- | ----------------- | ------------------------------ | -------------------------------- | --- |
| Escape Game (ja) (エスケープゲーム)                                                       | 20 avril 2011     | NC                             |                                  | Kenshi Yonezu a composé et arrangé la musique. La chanson est incluse dans le 1er mini-album de LiSA Letters to U (ja), publié par Aniplex. |
| secret base: Kimi ga kureta mono (those dizzy days Ver.) (secret base 〜君がくれたもの〜) | 28 août 2013      | NC                             |                                  | Yonezu s'est occupé de l'arrangement. La chanson est incluse dans le single secret base: Kimi ga kureta mono (secret base 〜君がくれたもの〜) 12 years after special package, publié par Aniplex, qui a réenregistré la chanson d'ending de l'anime AnoHana. |
| Nanimono (feat. Kenshi Yonezu)                                                            | 5 octobre 2016    | 24                             | - RIAJ (Numérique) : Or          | Yonezu a écrit les paroles et en est également le chanteur invité. La chanson est incluse dans l'album de la bande originale du film Nanimono (何者) composé par Yasutaka Nakata et intitulé NANIMONO EP, publié par Warner Music Japan. |
| Uchiagehanabi (ja) (打上花火)                                                             | 16 août 2017      | 9                              | - RIAJ (Numérique) : 2 × Platine | Yonezu s'est chargé de l'écriture, la composition et la production de la chanson dont il joue en duo avec DAOKO (en) sous l’appellation DAOKO×Kenshi Yonezu (DAOKO×米津玄師). La chanson a été publiée par Toy's Factory dans le 3e single de DAOKO, intitulé Uchiagehanabi. Elle a servi de chanson thème pour le film d'animation Fireworks. Le 4e album de Yonezu BOOTLEG contient une reprise solo de la chanson. |
| Haiiro to ao (+ Masaki Suda) (灰色と青 (＋ 菅田将暉))                                     | 1er novembre 2017 | NC                             | - RIAJ (Numérique) : Platine     | 14e titre du 4e album de Yonezu BOOTLEG avec Masaki Suda comme invité. Le titre est classé 3e sur Billboard Japan le 23 octobre 2017. |
| Paprika (ja) (パプリカ)                                                                   | 15 août 2018      | 18                             |                                  | Yonezu a écrit, composé et produit la chanson dont il est également le choriste pour les Foorin, un groupe composé de 5 enfants sélectionnés par NHK à l'honneur des Jeux olympiques d'été de 2020 se déroulant à Tokyo. |
| Machigai sagashi (ja) (まちがいさがし)                                                    | 15 août 2018      | NC                             |                                  | Yonezu a écrit, composé et produit la chanson dont Masaki Suda en est le chanteur. Elle a servi de chanson thème pour l'adaptation drama du manga Perfect World de Rie Aruga par KTV. |

## Récompenses et nominations
| Année | Prix                                     | Catégorie                             | Nomination                                   | Résultat   |
| ----- | ---------------------------------------- | ------------------------------------- | -------------------------------------------- | ---------- |
| 2013  | CD Shop Awards (en)                      | Prix du finaliste                     | diorama (en)                                 | Lauréat    |
| 2014  | Music Jacket Awards (ja)                 | Grand prix                            | Santa Maria (en)                             | Nomination |
| 2015  | CD Shop Awards                           | Prix du finaliste                     | YANKEE (en)                                  | Lauréat    |
| 2015  | Japan Record Awards                      | Album de l'année                      | Bremen (ja)                                  | Lauréat    |
| 2016  | Space Shower Music Awards (en)           | Meilleur artiste                      | Kenshi Yonezu                                | Nomination |
| 2016  | CD Shop Awards                           | Prix du finaliste                     | Bremen (ja)                                  | Lauréat    |
| 2017  | Space Shower Music Awards                | Meilleur artiste                      | Kenshi Yonezu                                | Nomination |
| 2017  | Anime Awards                             | Meilleur opening                      | Peace Sign (ja)                              | Lauréat    |
| 2018  | Japan Gold Disc Awards                   | Chanson de l'année par téléchargement | Uchiagehanabi (ja)(DAOKO (en)×Kenshi Yonezu) | Lauréat    |
| 2018  | Space Shower Music Awards                | Chanson de l'année                    | Uchiagehanabi (ja)(DAOKO (en)×Kenshi Yonezu) | Lauréat    |
| 2018  | Space Shower Music Awards                | Meilleur artiste                      | Kenshi Yonezu                                | Lauréat    |
| 2018  | Space Shower Music Awards                | Meilleur collaboration                | Haiiro to ao(+ Masaki Suda)                  | Lauréat    |
| 2018  | CD Shop Awards                           | Grand prix                            | BOOTLEG (ja)                                 | Lauréat    |
| 2018  | Japan Record Awards                      | Meilleur album de l'année             | BOOTLEG (ja)                                 | Lauréat    |
| 2018  | Japan Record Awards                      | Prix spécial                          | Kenshi Yonezu                                | Lauréat    |
| 2018  | The Television Drama Academy Awards (ja) | Prix de chanson de drama              | Lemon (ja)                                   | Lauréat    |
| 2018  | Tokyo Drama Awards (ja)                  | Prix de la chanson thème              | Lemon (ja)                                   | Lauréat    |
| 2018  | MTV VMAJ                                 | Meilleur clip de l'année              | Lemon (ja)                                   | Lauréat    |
| 2018  | MTV VMAJ                                 | Meilleur clip masculin                | Lemon (ja)                                   | Lauréat    |
| 2019  | Space Shower Music Awards                | Chanson de l'année                    | Lemon (ja)                                   | Lauréat    |
| 2019  | Space Shower Music Awards                | Meilleur artiste                      | Kenshi Yonezu                                | Lauréat    |

### Annotations
1. ↑  Poppin' Apathy (en) n'est pas rajouté dans l'album.
2. ↑  Certification pour Flowerwall.
3. ↑  Double certification pour Loser.
4. ↑  Certification pour orion.
5. ↑  Certification pour Peace Sign.
6. ↑  Certification pour Lemon.
7. ↑  Certification pour Flowerwall.

### Sources
1. 1 2 3 4
2. 1 2 3  (en) « How Kenshi Yonezu rose from online prodigy to hitmaker in Japan », sur Billboard, 7 août 2017 (consulté le 23 décembre 2018)
3. 1 2 3  (ja) Dengeki Online, « 若手ボカロP・ハチさんのインタビューを掲載！ プレゼントも », sur dengekionline.com,‎ 21 janvier 2010 (consulté le 23 décembre 2018)
4. 1 2 3 4 5  (ja) Ryu Fuku, « 米津玄師1stアルバム「diorama」インタビュー », sur natalie.mu,‎ 16 mai 2012 (consulté le 23 décembre 2018)
5. ↑  (ja) « アーティスト late rabbit edda » (version du 9 février 2009 sur Internet Archive) (consulté le 23 décembre 2018)
6. ↑  (ja) « Late Rabbit Edda sur MySpace » (version du 10 octobre 2009 sur Internet Archive) (consulté le 23 décembre 2018)
7. ↑  (ja) « Late Rabbit Edda par Kenshi Yonezu » (version du 7 novembre 2009 sur Internet Archive) (consulté le 23 décembre 2018)
8. ↑  (ja) « ゆん's Public My Lists. : よねづけんし », sur Nico Nico Douga (consulté le 23 décembre 2018)
9. ↑  (ja) Kenshi Yonezu, « よね »,‎ 20090208164417 (consulté le 23 décembre 2018)
10. ↑  (ja) Kenshi Yonezu, « カメラ »,‎ 20090812100610 (consulté le 23 décembre 2018)
11. 1 2 3  (ja) « School of Lock! : 『 夢の職業★3DAYS 』ーDAY2ー　米津玄師先生、初来校!!! », Tokyo FM,‎ 13 juin 2012 (consulté le 23 décembre 2018)
12. 1 2 3  (ja) Dengeki Online, « 若手ボカロP・ハチさんのインタビューを掲載！ プレゼントも », sur dengekionline.com,‎ 21 janvier 2010 (consulté le 23 décembre 2018)
13. ↑  (ja) « enjoy.Award 2009 », sur webmoney.jp (consulté le 23 décembre 2018)
14. ↑  (ja) « EXIT TUNES PRESENTS Vocalolegend feat.初音ミク », sur Oricon (consulté le 23 décembre 2018)
15. ↑  (ja) « 初音ミク“ボーカロイド”アルバムが史上2作目首位 », sur Oricon,‎ 25 janvier 2011 (consulté le 23 décembre 2018)
16. ↑  (ja) « 【オリコン】初音ミク、バーチャルシンガー初のBD総合首位 »,‎ 5 septembre 2012 (consulté le 23 décembre 2018)
17. 1 2 3  (ja) « ハチ's Public My Lists. : ボーカロイド作品 », sur Nico Nico Douga (consulté le 23 décembre 2018)
18. 1 2  (ja) « ハチ＝米津玄師、1stアルバム「diorama」発表 », sur natalie.mu,‎ 27 avril 2012 (consulté le 23 décembre 2018)
19. 1 2 3 4  (ja) « About"南方研究所" » (version du 28 décembre 2012 sur Internet Archive) (consulté le 23 décembre 2018)
20. ↑  (ja) « Ernst Eckman sur Myspace » (version du 26 mars 2013 sur Internet Archive) (consulté le 23 décembre 2018)
21. ↑  (ja) « 米津玄師さん登場！来週は『AKB48スペシャル』 » (version du 9 novembre 2013 sur Internet Archive) (consulté le 23 décembre 2018)
22. ↑  (ja) « 人気クリエイター8組が音楽レーベル設立！ » [« 8 popular creators form a music label! »], sur Oricon,‎ 4 mars 2011 (consulté le 23 décembre 2018)
23. ↑  (ja) « CDショップ大賞入賞7作品決定、過去受賞者登場ライブも », sur natalie.mu,‎ 4 février 2013 (consulté le 23 décembre 2018)
24. ↑  (ja) « 米津玄師、ユニバーサルシグマより5月にメジャーデビュー », sur natalie.mu,‎ 4 avril 2013 (consulté le 23 décembre 2018)
25. 1 2  (ja) Minako Ito, « 米津玄師「サンタマリア」インタビュー », sur natalie.mu,‎ 24 mai 2013 (consulté le 23 décembre 2018)
26. ↑  (ja) « 米津玄師、2年9カ月ぶり「ハチ」名義でボカロ楽曲公開 », sur natalie.mu,‎ 28 octobre 2013 (consulté le 23 décembre 2018)
27. ↑  (ja) « 米津玄師、新作アルバムに"ハチ"曲「ドーナツホール」も », sur natalie.mu,‎ 26 février 2014 (consulté le 23 décembre 2018)
28. 1 2  (ja) « 米津玄師アルバムより新曲PV公開、初ワンマンはUNITで », sur natalie.mu,‎ 15 mars 2014 (consulté le 23 décembre 2018)
29. ↑  (ja) « 米津玄師 東京メトロの新CMソング書き下ろし », sur Billboard Japan,‎ 27 mars 2014 (consulté le 23 décembre 2018)
30. ↑  (en) Billboard Japan, « Kenshi Yonezu Will Make TV Debut on Prestigious New Year's Eve Music Program », sur Billboard, 27 décembre 2018 (consulté le 27 janvier 2019)
31. ↑  (ja) Tomoko Imai, « 米津玄師、居場所をなくした全ての人に贈る2ndアルバム『YANKEE』インタビュー », sur EMTG,‎ 24 avril 2014 (consulté le 23 décembre 2018)
32. 1 2  (ja) Koichi Kamiya, « 「最近はネットコミュニティを俯瞰で見ている」米津玄師が振り返る、ネットと作り手の関わり方 », sur realsound.jp,‎ 23 avril 2014 (consulté le 23 décembre 2018)
33. ↑  (ja) Tomonori Shiba, « ゛呪い゛を解く鍵「YANKEE」に込めた思い », sur natalie.mu,‎ 24 avril 2014 (consulté le 23 décembre 2018)
34. ↑  (en) « Hatsune Miku Magical Mirai 2017 », sur magicalmirai.com (consulté le 23 décembre 2018)
35. ↑  (en) Mercuryw, « Hatsune Miku: Magical Mirai 2017 Official Album Announced, Preorders Now Open! », sur mikufan.com, 26 mai 2017 (consulté le 23 décembre 2018)
36. ↑  
(en) Hachi, « Hachi MV「Sand Planet feat. Hatsune Miku」 », sur Nico Nico Douga,‎ 21 juillet 2017 (consulté le 23 décembre 2018)
37. ↑  (ja) Lasah, « 「ニルギリ」 », sur Nico Nico Douga,‎ 29 juin 2010 (consulté le 23 décembre 2018)
38. ↑  
(ja) « Letters to U », sur tower.jp (consulté le 23 décembre 2018)
39. ↑  (ja) « 劇場版「あの花」公開記念、「secret base」がLPサイズで », sur natalie.mu,‎ 28 août 2013 (consulté le 23 décembre 2018)
40. ↑  (ja) Kenshi Yonezu, « ライブ決定 » (version du 9 août 2009 sur Internet Archive) (consulté le 23 décembre 2018)
41. ↑  (ja) Mucomi+Plus et Hisanori Yoshida, « 【インタビュー】自分勝手な愛。米津玄師が語る2ndシングル「MAD HEAD LOVE / ポッピンアパシー」 », sur barks.jp,‎ 16 octobre 2013 (consulté le 23 décembre 2018)
42. ↑  (ja) « 米津玄師、「ROCKIN’ON JAPAN」にて新連載スタート！　架空の生物を紹介する「かいじゅうずかん」 », sur rockinon.com,‎ 26 juin 2013 (consulté le 23 décembre 2018)
43. 1 2  « 米津玄師の作品 », sur ORICON NEWS (consulté le 20 septembre 2020)
44. 1 2  (en) Rafael Antonio Pineda, « Aimer's Fate/stay night Heaven's Feel II Song Tops Weekly Chart : Yonezu's "Lemon" certified double platinum with over 500,000 shipped », sur Anime News Network, 15 janvier 2019 (consulté le 27 janvier 2019)
45. 1 2 3 4 5  (ja) « Gold Disc Certification » [Taper 米津玄師 dans アーティスト puis appuyer sur 検索], sur RIAJ,‎ mars 2017 (consulté le 23 décembre 2018)
46. 1 2  (ja) « The Record vol.673 » [PDF], sur RIAJ, décembre 2015 (consulté le 27 janvier 2019)
47. ↑  (ja) « The Record vol.698 » [PDF], sur RIAJ, janvier 2018 (consulté le 27 janvier 2019)
48. ↑  (ja) « 花束と水葬 », sur Oricon (consulté le 23 décembre 2018)
49. ↑  (ja) « OFFICIAL ORANGE », sur Oricon (consulté le 23 décembre 2018)
50. ↑  (ja) « diorama », sur Oricon (consulté le 23 décembre 2018)
51. ↑  (ja) « Letters to U », sur Oricon (consulté le 23 décembre 2018)
52. ↑  (ja) « secret base ～君がくれたもの～12 years after special package », sur Oricon (consulté le 23 décembre 2018)
53. ↑  (ja) « NANIMONO EP/何者(オリジナル・サウンドトラック) », sur Oricon (consulté le 23 décembre 2018)
54. ↑  (ja) « 中田ヤスタカ - 音楽ナタリー 特集・インタビュー : 米津玄師とのコラボが示す、新たな活動への第一歩 », sur Music Natalie,‎ 7 octobre 2016 (consulté le 23 décembre 2018)
55. ↑  (ja) « 打上花火(初回限定盤) », sur Oricon (consulté le 23 décembre 2018)
56. ↑  (ja) « DAOKO×米津玄師「打ち上げ花火、下から見るか？横から見るか？」主題歌担当 », sur Music Natalie,‎ 28 juin 2017 (consulté le 23 décembre 2018)
57. ↑  (ja) « DAOKO×米津玄師「打上花火」アニメーションMVフルサイズで公開 », sur Music Natalie,‎ 10 août 2017 (consulté le 23 décembre 2018)
58. ↑  (ja) « DAOKO×米津玄師の主題歌流れる映画「打ち上げ花火」最新予告解禁 », sur Music Natalie,‎ 11 juillet 2017 (consulté le 23 décembre 2018)
59. ↑  (ja) « 米津玄師、ニューアルバム「BOOTLEG」詳細発表 », sur Music Natalie,‎ 15 septembre 2017 (consulté le 23 décembre 2018)
60. ↑  (ja) « 米津玄師ニューアルバムで菅田将暉とコラボ「この曲は菅田くんでなければ」 », sur Music Natalie,‎ 11 octobre 2017 (consulté le 27 janvier 2019)
61. ↑  (ja) « Hot 100 : 2017/10/23 付け », sur Music Natalie,‎ 23 octobre 2017 (consulté le 27 janvier 2019)
62. ↑  (ja) « パプリカ », sur Oricon (consulté le 23 décembre 2018)
63. ↑  (ja) « 米津玄師の未公開インタビュー「内村五輪宣言！」でオンエア », sur Music Natalie,‎ 24 juillet 2018 (consulté le 23 décembre 2018)
64. ↑  (ja) « 菅田将暉が松坂桃李の主演ドラマ「パーフェクトワールド」主題歌を担当 », sur Music Natalie,‎ 28 mars 2019 (consulté le 5 juin 2019)
65. ↑  (ja) « 第5回CDショップ大賞2013　受賞作品 », sur cdshop-kumiai.jp (consulté le 23 décembre 2018)
66. ↑  (ja) « 「ミュージック・ジャケット大賞2014」、候補50作品を発表＆投票スタート », sur rockinon.com,‎ 29 mai 2014 (consulté le 23 décembre 2018)
67. ↑  (ja) « 第7回CDショップ大賞2015　受賞作品 », sur cdshop-kumiai.jp (consulté le 23 décembre 2018)
68. ↑  (ja) « 第57回「日本レコード大賞」各賞発表 », sur mdpr.jp,‎ 20 novembre 2015 (consulté le 23 décembre 2018)
69. ↑  (ja) « NOMINEES - SPACE SHOWER MUSIC AWARDS 2016 », sur tokyomusicodyssey.jp (consulté le 23 décembre 2018)
70. ↑  (ja) « 第8回CDショップ大賞2016　受賞作品 », sur cdshop-kumiai.jp (consulté le 23 décembre 2018)
71. ↑  (ja) « NOMINEES - SPACE SHOWER MUSIC AWARDS 2017 », sur tokyomusicodyssey.jp (consulté le 23 décembre 2018)
72. ↑  GoToon, « Crunchyroll Anime Awards 2018 : les résultats ! : Le palmarès complet », sur Crunchyroll, 25 février 2018 (consulté le 23 décembre 2018)
73. ↑  (ja) « 第32回日本ゴールドディスク大賞 », sur golddisc.jp, RIAJ (consulté le 23 décembre 2018)
74. 1 2 3  (ja) « WINNERS SPACE SHOWER MUSIC AWARDS 2018 », sur spaceshower.jp (consulté le 23 décembre 2018)
75. ↑  (ja) « 第10回CDショップ大賞2018 米津玄師が大賞を獲得 », sur HMV,‎ 8 mars 2018 (consulté le 23 décembre 2018)
76. 1 2  (ja) « 第60回 『輝く！日本レコード大賞』 », sur Japan Record Awards (consulté le 23 décembre 2018)
77. ↑  (ja) « 米津玄師初のドラマ主題歌でドラマソング賞に輝く！「皆さんの熱意に連れてきてもらえた」 », sur thetv.jp,‎ 6 mai 2018 (consulté le 23 décembre 2018)
78. ↑  (ja) « 東京ドラマアウォード2018：「おっさんずラブ」がグランプリなど3冠　田中圭が主演男優賞　吉田鋼太郎が助演男優賞 », sur mantan-web.jp,‎ 25 octobre 2018 (consulté le 23 décembre 2018)
79. ↑  (ja) « MTV「VMAJ」大賞は米津玄師！三浦大知、aiko、欅坂らもパフォーマンス披露 », sur natalie.mu,‎ 10 octobre 2018 (consulté le 23 décembre 2018)
80. ↑  (ja) « 「MTV VMAJ」今年は星野源が2冠、特別賞は三浦大知＆宇多田ヒカル », sur natalie.mu,‎ 7 septembre 2018 (consulté le 23 décembre 2018)
81. 1 2  (ja) « WINNERS SPACE SHOWER MUSIC AWARDS 2019 », sur spaceshower.jp (consulté le 5 juin 2019)